# Thomas Gilman
Thomas Patrick Gilman (ur. 28 maja 1994) – amerykański zapaśnik walczący w stylu wolnym. Brązowy medalista olimpijski z Tokio 2020 w kategorii 57 kg.
Mistrz świata w 2021 i drugi w 2017 i 2022; piąty w 2018. Złoty medalista mistrzostw panamerykańskich w 2022 i 2023; brązowy w 2018. Pierwszy w Pucharze Świata w 2018. Trzeci na MŚ juniorów w 2014 roku.
Zawodnik Skutt Catholic High School z Omaha i Uniwersytetu Iowa. Trzy razy All-American (2015 – 2017) w NCAA Division I; drugi w 2016; trzeci w 2017 i czwarty w 2015. Mistrz Big Ten Conference w 2017 roku.